# Пірінгсдорф
Пірінгсдорф (нім. Piringsdorf) — громада округу Оберпуллендорф у землі Бургенланд, Австрія.
Пірінгсдорф лежить на висоті   м над рівнем моря і займає площу  16,1 км². Громада налічує 855 мешканців. 
Густота населення 53/км².  
|                                      |
| Пірінгсдорф на мапі округу та землі. |

 Адреса управління громади: Bundesstraße 14, 7373 Piringsdorf. 

## Демографія
Історична динаміка населення міста за даними сайту Statistik Austria

## Міста-побратими
- Мейр'є-лез-Етан, Франція (1999)

## Виноски
1. ↑  Dauersiedlungsraum der Gemeinden Politischen Bezirke und Bundesländer - Gebietsstand 1.1.2018 — Статистичне управління Австрії.
2. ↑   www.piringsdorf.at
3. ↑  Gemeindedaten von Piringsdorf

| Австрія | Це незавершена стаття з географії Австрії. Ви можете допомогти проєкту, виправивши або дописавши її. |